# Petaurista lena
Petaurista lena — вид мишоподібних гризунів з родини вивіркових, ендемік острова Тайвань. 

## Таксономічна примітка
Таксон відокремлено від P. alborufus

## Опис
Довжина голови й тулуба від 34.9 до 51 сантиметра, довжина хвоста від 36 до 52.5 сантиметрів, вага від 0.9 до 1.9 кілограма. Отже, вид порівняно невеликий у межах роду. Вид має велику волохату шкіру на крилах, що з’єднує зап’ястя та щиколотки, а також розширену складкою шкіри між задніми лапами та основою хвоста. Польотна шкіра м'язиста і посилена на краю, її можна згинати та розслабляти належним чином, щоб контролювати напрямок ковзання. Тварини помітно двоколірні. Спинне хутро і великі частини спинної ковзаючої шкіри та голови забарвлені в світло-рудувато-коричневий колір. Черевна сторона з черевною частиною ковзної перетинки, а також обличчя, підборіддя та горло білі.

## Спосіб життя
Середовищем проживання є змішані ліси з листяних і хвойних дерев на висоті від 1200 до понад 3750 метрів. Як і всі види роду, він суто деревний і нічний, харчуючись переважно листям та іншими частинами рослин. Вид здатний планерувати на великі відстані, стрибаючи з дерева. Шлюбний період тварин припадає на червень, а щільність популяції досягає приблизно 30 особин на гектар у листяних лісах, тоді як у хвойних лісах вони зустрічаються значно рідше або взагалі відсутні.